# John Barrow (Fußballtrainer)

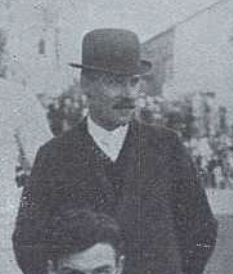
John Barrow (1912)

John Barrow (* vor 1900; † nach 1917) war ein englischer Fußballtrainer. Er gilt als erster Trainer in der Geschichte des FC Barcelona.
1917 wurde Barrow von Joan Gamper zum Trainer des FC Barcelona ernannt. In den Jahren zuvor wurde die Rolle des Trainers gleichzeitig vom Kapitän übernommen. Sein erstes Spiel leitete er am 7. Januar 1917 gegen den FC Internacional in der katalanischen Meisterschaft. Barrow blieb für vier Monate Trainer des FC Barcelona und betreute Barça bei 19 Spielen, von denen er zwölf gewann und zwei verlor. In dieser Zeit gewann er keinen Titel mit dem FC Barcelona. Darüber hinaus wurde Barcelona von der katalanischen Meisterschaft 1917 ausgeschlossen, da sie mit dem Einsatz des Argentiniers Juan Garchitorena einen ausländischen Spieler eingesetzt hatten. Das war zu dieser Zeit verboten; so verlor Barça die bereits sicher geglaubte Meisterschaft. Sein Nachfolger wurde sein Landsmann Jack Greenwell.